# Aloe archeri
Aloe archeri ist eine Pflanzenart der Gattung der Aloen in der Unterfamilie der Affodillgewächse (Asphodeloideae). Das Artepitheton archeri ehrt den britischen Buchhalter Philip G. Archer (* 1922).

## Beschreibung

### Vegetative Merkmale
Aloe archeri wächst stammbildend und verzweigt von der Basis. Die aufrechten Triebe erreichen eine Länge von bis zu 70 Zentimeter und einen Durchmesser von 3,5 Zentimeter. Mit der Zeit werden sie niederliegend und sind dann bis zu 4 Meter lang. Die dreieckigen Laubblätter bilden lockere Rosetten. Auf den obersten etwa 60 Zentimetern der Triebe sind die Blätter ausdauernd. Die dunkelgrüne Blattspreite ist 40 Zentimeter lang und 10 Zentimeter breit. Bei jungen Trieben und bei Sämlingen sind zerstreute weißliche Flecken vorhanden. Die Blattoberfläche ist rau. Die festen, hakigen Zähne am Blattrand sind 5 Millimeter lang und stehen 6 bis 15 Millimeter voneinander entfernt. Der gelbe Blattsaft ist trocken bräunlich gelb.

### Blütenstände und Blüten
Der Blütenstand besteht aus sechs bis zwölf Zweigen und erreicht eine Länge von 70 bis 140 Zentimeter. Die ziemlich dichten, zylindrischen Trauben sind 10 bis 22 Zentimeter lang. Die eiförmig-lanzettlichen Brakteen weisen eine Länge von etwa 12 bis 15 Millimeter auf und sind 4 Millimeter breit. Im Knospenstadium sind sie dicht ziegelförmig angeordnet. Die roten Blüten stehen an 10 Millimeter langen Blütenstielen. Ihre Zipfel sind gelb gerandet. Die Blüten sind 22 bis 25 Millimeter lang und an ihrer Basis kurz verschmälert. Auf Höhe des Fruchtknotens weisen die Blüten einen Durchmesser von 5 Millimeter auf. Darüber sind sie leicht auf 4,5 Millimeter verengt und dann zur Mündung auf 7 Millimeter erweitert. Ihre äußeren Perigonblätter sind auf einer Länge von 12 bis 15 Millimetern nicht miteinander verwachsen. Die Staubblätter und der der Griffel ragen etwa 5 Millimeter aus der Blüte heraus.

## Systematik und Verbreitung
Aloe archeri ist in Kenia im trockenen Akazien-Busch im Schatten von Bäumen in Höhen von 1250 bis 1800 Metern verbreitet.
Die Erstbeschreibung durch John Jacob Lavranos wurde 1977 veröffentlicht.

## Nachweise